# Finland i olympiska sommarspelen 1976
Finland deltog i olympiska sommarspelen 1976 med en trupp av 83 personer fördelat på 77 män och 6 kvinnor som deltog i 14 olika sporter. Flest medaljer tog löparen Lasse Virén med 2 stycken, Virén var även fanbärare vid invigningen.

## Medaljer
|         | Guld | Silver | Brons | Totalt |
| ------- | ---- | ------ | ----- | ------ |
| Finland | 4    | 2      | 0     | 6      |

### Guld
- Lasse Virén - Friidrott, 5000 m
- Lasse Virén - Friidrott, 10000 m
- Pertti Karppinen - Rodd Singelsculler
- Pertti Ukkola - Brottning Grekisk-Romersk stil, Bantamvikt

### Silver
- Antti Kalliomäki  - Friidrott, Stavhopp
- Hannu Siitonen  - Friidrott, Spjutkastning

## Bågskytte
Herrarnas individuella tävling
- Kyösti Laasonen — 2379 poäng (→ 15:e plats)
- Kauko Laasonen — 2348 poäng (→ 20:e plats)

## Cykling
Herrarnas linjelopp
- Harry Hannus — 4:49:01 (→ 20:e plats)

Herrarnas förföljelse
- Harry Hannus — 13:e plats

## Friidrott
Herrarnas 800 meter
- Markku Taskinen
  - Heat — startade inte (→ gick inte vidare)

Herrarnas 5 000 meter
- Lasse Virén
  - Heat — 13:33,39
  - Final — 13:24,76 (→  Guld)
- Lasse Orimus
  - Heat — 13:23,43 (→ gick inte vidare)

Herrarnas 10 000 meter
- Lasse Virén
  - Heat — 28:14,95
  - Final — 27:40,38 (→  Guld)
- Martti Vainio
  - Heat — 28:26,60 (→ gick inte vidare)
- Pekka Paivarinta
  - Heat — fullföljde inte (→ gick inte vidare)

Herrarnas 4 x 400 meter stafett
- Ossi Karttunen, Markku Kukkoaho, Stig Lonnqvist och Hannu Mäkelä
  - Heat — 3:05,02
  - Final — 3:06,51 (→ 8:e plats)

Herrarnas maraton
- Lasse Virén — 2:13:10 (→ 5:e plats)
- Håkan Spik — 2:17:50 (→ 16:e plats)
- Jukka Toivola — 2:20:26 (→ 27:e plats)

Herrarnas diskuskastning
- Pentti Kahma
  - Kval — 62,10m
  - Final — 63,12m (→ 6:e plats)
- Markku Tuokko
  - Kval — 59,80m (→ gick inte vidare)

## Fäktning
Herrarnas värja
- Veikko Salminen

Herrarnas lagtävling i värja
- Heikki Hulkkonen
- Risto Hurme
- Jussi Pelli
- Veikko Salminen

## Modern femkamp
Herrarnas individuella tävling i modern femkamp vid olympiska sommarspelen 1976
- Risto Hurme
- Jussi Pelli
- Heikki Hulkkonen

Herrarnas lagtävling i modern femkamp vid olympiska sommarspelen 1976
- Risto Hurme
- Jussi Pelli
- Heikki Hulkkonen